# دوغا كايا
دوغا كايا (بالتركية: Doğa Kaya)‏ هو لاعب كرة قدم تركي في مركز الوسط، ولد في 30 يونيو 1984 في أنقرة في تركيا. شارك مع منتخب تركيا تحت 17 سنة لكرة القدم وفريق تركيا الوطني لكرة القدم للشباب ومنتخب تركيا تحت 19 سنة لكرة القدم ومنتخب تركيا تحت 20 سنة لكرة القدم. أما مع النوادي، فقد لعب مع أنطاليا سبور وأوفتاس سبور وإسكيشهرسبور وسيفاسبور وغنتشلربيرليغي وقيصري إيرسيسبور.

## وصلات خارجية
- دوغا كايا على موقع اتحاد تركيا (لاعب) (الإنجليزية)
- دوغا كايا على موقع قاعدة بيانات كرة القدم.إي يو (الإنجليزية)
- دوغا كايا على موقع عالم كرة القدم.نت (الإنجليزية)